# ジェフ太郎
ジェフ太郎（1987年12月18日 - ）は、主に福岡で活動している日本のローカルタレント、モデル、ラジオDJ。株式会社CGE所属。
「本名・亀田ジェフリージュニア慎太郎」略して「ジェフ太郎」を芸名としている。
演劇ユニットTEAM LOCOのメンバー。

## 人物
福岡県北九州市小倉南区出身。
血液型Ａ型。身長185cm。
バスケットボール、筋トレが好き。好きな音楽はR&B。

## 出演
テレビ
- ドォーモ（KBC九州朝日放送）2019年3月卒業
- アサデス。KBC（KBC九州朝日放送）2023年4月からは金曜日メインキャスター
- 今日感日曜日（RKB毎日放送）

ラジオ
- music x serendipity（LOVE FM、2020年4月 - ）

2020年4月～2021年9月までは火曜日を担当。
2021年10月～現在は月曜日・火曜日を担当している。
※以前月曜担当のTOM Gの代理で2021年7月26日・8月9日・23日・9月6日に出演したこともある。
- HOT 20（LOVE FM、2022年4月 - ）
- Be My Radio（AIR-G'、2022年7月7日）
- 明日への伝言板（CROSS FM、2022年11月1日 - 11月30日）
- ドォーモ×ラジオ（KBCラジオ､金曜深夜24時 - 不定期出演）
- ヒルマニ（月～金12時00分～12時40分）ジェフ太郎は月に出演

CM
- ほっともっと「牛すき焼き重」2022年冬期
- FACE（パチンコ店）（ものまねタレントのコロッケ、ローカルタレントのこだま育則らと出演）